# Targ na konie w Bałcie
Targ na konie w Bałcie (również Jarmark na konie w Bałcie) – obraz olejny autorstwa polskiego malarza Józefa Chełmońskiego, ukończony w 1879 roku. Znajduje się w zbiorach Muzeum Narodowego w Warszawie.

## Historia
Józef Chełmoński namalował obraz Targ na konie w Bałcie w 1879 podczas pobytu w Paryżu. Opisał, że namalował go na podstawie swoich wspomnień z podróży na Ukrainę w 1874 roku. Dzieło zostało zakupione przez Muzeum Sztuk Pięknych w Warszawie (od 1916 roku Muzeum Narodowe w Warszawie) z siedzibą przy Alejach Jerozolimskich 3 i umieszczony został w kolekcji muzealnej „Zbiory Malarstwa Polskiego do 1914 roku”.
Między 21 listopada 1987 a 19 czerwca 1988 obraz był prezentowany na wystawie w Muzeum Narodowym w Poznaniu przy alei Karola Marcinkowskiego. W 2012 roku czasowo usunięto go z Muzeum Narodowego w Warszawie i przetransportowano do Domu Pracy Twórczej w Radziejowicach, gdzie obraz Targ na konie w Bałcie został zaprezentowany na specjalnej ekspozycji „Józef Chełmoński w Radziejowicach”. Po zakończeniu wystawy, w 2014 roku, powrócił do Warszawy.  26 września 2024 roku trafił do specjalnie przygotowanej sali w Muzeum Narodowym w Warszawie na potrzeby wystawy poświęconej twórczości Chełmońskiego, trwającej do 26 stycznia 2025 roku. Po jej zakończeniu obraz powróci na swoje stałe miejsce w muzeum.

## Opis
Obraz przedstawia scenę z targu końskiego w ukraińskim mieście Bałta w rejonie podolskim. Na szerokim stepie o odcieniach liliowo-szarych centralne miejsce kompozycji zajmuje grupa niespokojnych koni, które chłop usiłuje przyłączyć do oddalającego się wozu zaprzężonego w czwórkę koni. Z prawej strony scena ginie w tumanie szarego pyłu, przysłaniając dalszy plan. Po lewej stronie, w wozie konnym pomalowanym na kolor czerwony, ciągniętym przez parę kasztanowatych koni, siedzi trzech mężczyzn, z których środkowy to sam Józef Chełmoński. Kompozycję zamyka z lewej strony zbiorowisko jeźdźców. Po lewej leży pęknięty arbuz, a obok czerwonego wozu biegną dwa charty.
Obraz jest przedstawieniem sztuki realizmu. Płótno ma 135 cm wysokości i 294 cm szerokości, natomiast z masywną ramą ma wysokość 149,5 cm, szerokość 317,5 cm oraz grubość płótna wynoszącą 9,5 cm. W lewym dolnym rogu płótna znajduje się sygnatura: „Józef Chełmoński 1879 Paris”.